# Geumsan Insam Cello/Saison 2015
Dieser Artikel listet Erfolge und Fahrer des Radsportteams Geumsan Insam Cello in der Saison 2015 auf.

## Abgänge – Zugänge
| Zugänge                    | Team 2014 | Abgänge         | Team 2015 |
| -------------------------- | --------- | --------------- | --------- |
| Jung Ji-min (ab 17. April) |           | Joshua Aldridge | Unbekannt |
| Jung Euonseong             |           | Laurent Groom   | Unbekannt |
| Lim Chae-bin               |           | Choe Jung-Hwan  | Unbekannt |
| Seo Minseok                |           | Choe Kiho       | Unbekannt |
| Kim Sangpyo                |           | Jo Ju-Hyeon     | Unbekannt |
|                            |           | Kang Sung-Joon  | Unbekannt |

## Mannschaft
| Name            | Geburtstag         | Nationalität |
| --------------- | ------------------ | ------------ |
| Choe Hyeong-min | 15. April 1990     | Südkorea     |
| Jung Ji-min     | 2. August 1991     | Südkorea     |
| Jung Euonseong  | 30. September 1989 | Südkorea     |
| Kim Sangpyo     | 28. Januar 1996    | Südkorea     |
| Kim Hee-jun     | 15. Oktober 1991   | Südkorea     |
| Lee Ki-han      | 22. März 1989      | Südkorea     |
| Lim Chae-bin    | 29. Oktober 1991   | Südkorea     |
| Seo Minseok     | 5. Oktober 1996    | Südkorea     |
| Yoo Ki-hong     | 24. März 1988      | Südkorea     |